# (8564) Anomalocaris
(8564) Anomalocaris est un astéroïde de la ceinture principale.

## Description
(8564) Anomalocaris est un astéroïde de la ceinture principale. Il fut découvert par Yoshisada Shimizu et Takeshi Urata le 17 octobre 1995 à l'observatoire de Nachikatsura. Il présente une orbite caractérisée par un demi-grand axe de 3,25 UA, une excentricité de 0,114 et une inclinaison de 12,213° par rapport à l'écliptique.
Il fut nommé en hommage à l'arthropode disparu anomalocaris, représentant des innombrables créatures multicellulaires qui sont apparues avec l'explosion du Cambrien.

## Compléments